# The Bodyguard (comédie musicale)
Pour les articles homonymes, voir Bodyguard (homonymie).
The Bodyguard est une comédie musicale de Alexander Dinelaris. Elle est basée sur le film Bodyguard (1992) ainsi que sa bande originale (1993). Le spectacle incorpore également des titres de la chanteuse Whitney Houston qui n'étaient pas présents dans le long métrage.

## Postulat
Rachel Marron, une célèbre chanteuse, enchaîne les concerts devant un parterre d'admirateurs.
S'imaginant parfaitement en sécurité, elle ignore qu'un harceleur la surveille de près et multiplie les menaces de mort à son encontre.
Son équipe cherche alors un garde du corps pour la protéger. Il fait appel aux services de Frank Farmer, un ancien agent des services secrets.
Entre la diva et l'homme de terrain, une relation de confiance et de respect va lentement s'établir...

## Distributions

Quelques interprètes de Rachel Marron
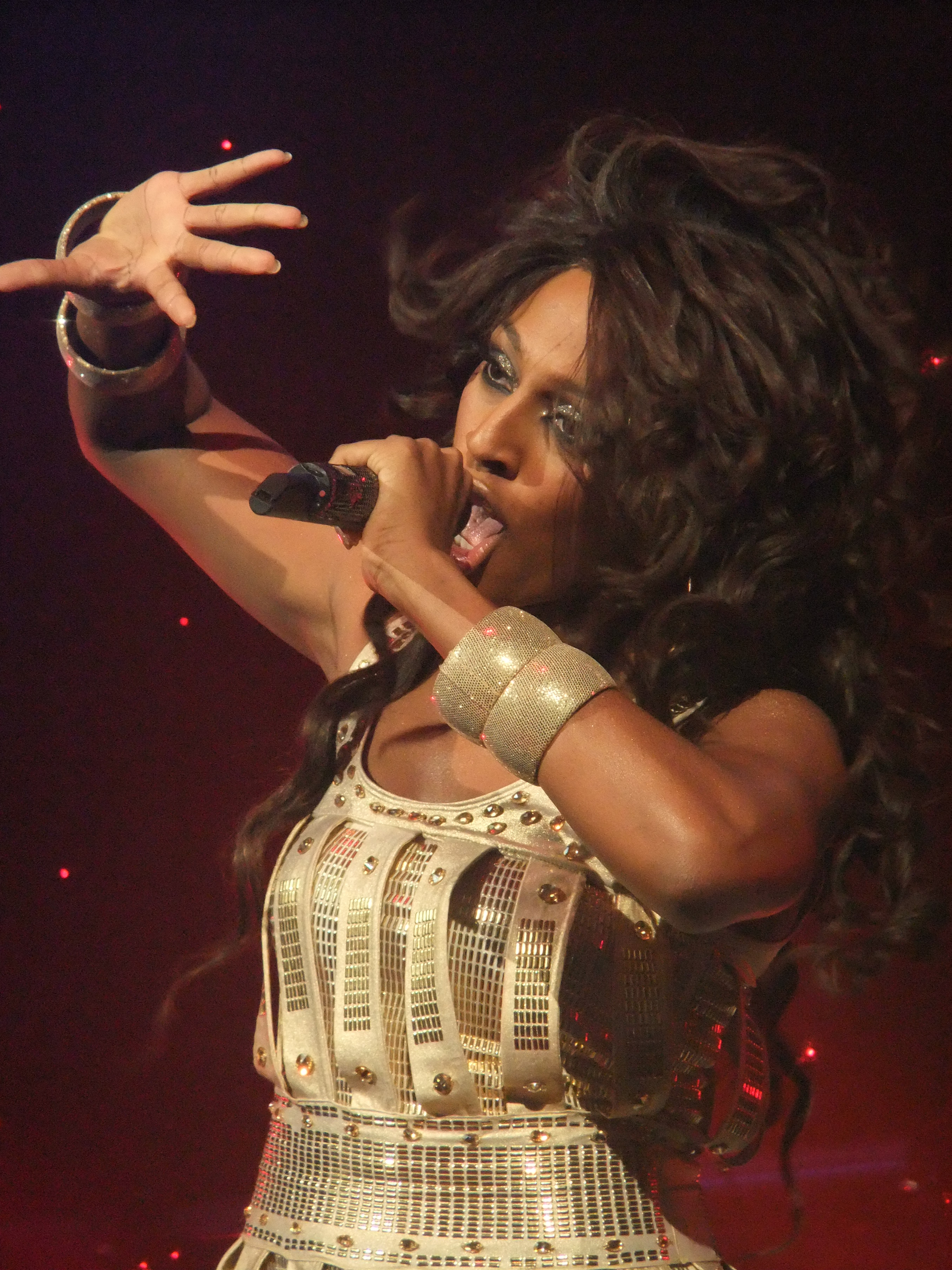
Alexandra Burke (2015 / 2018).
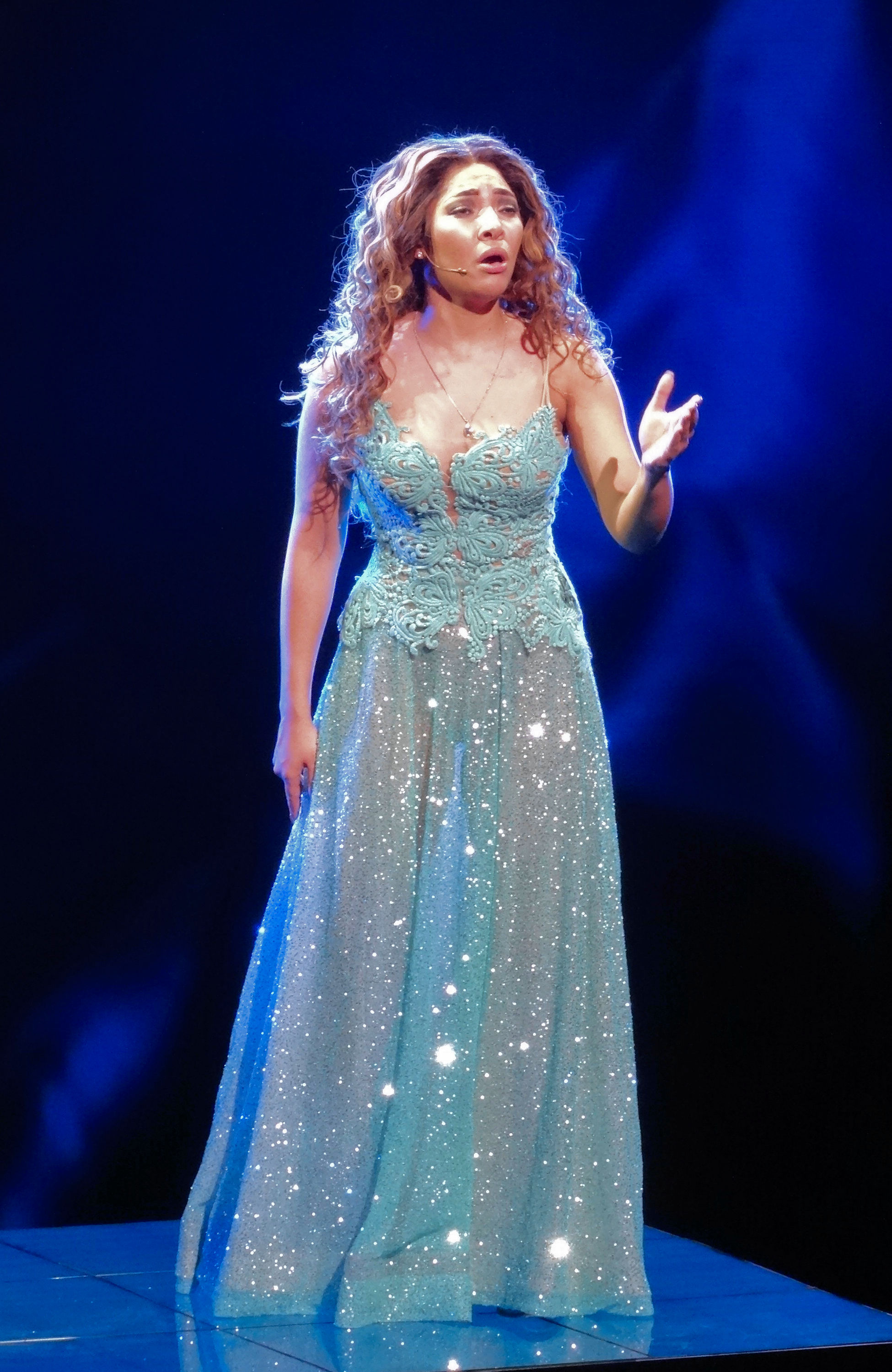
April Darby (2015).
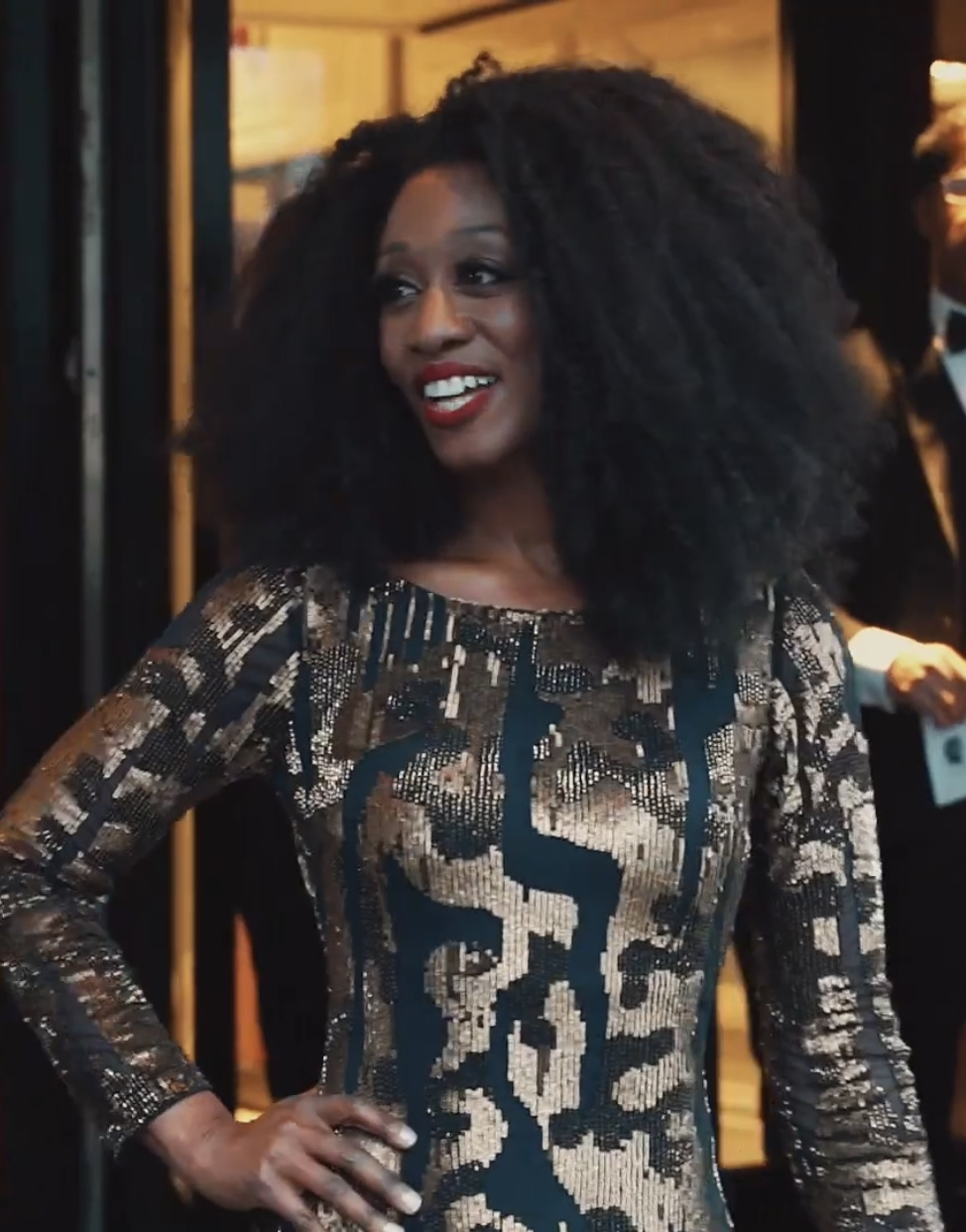
Beverley Knight (2016).
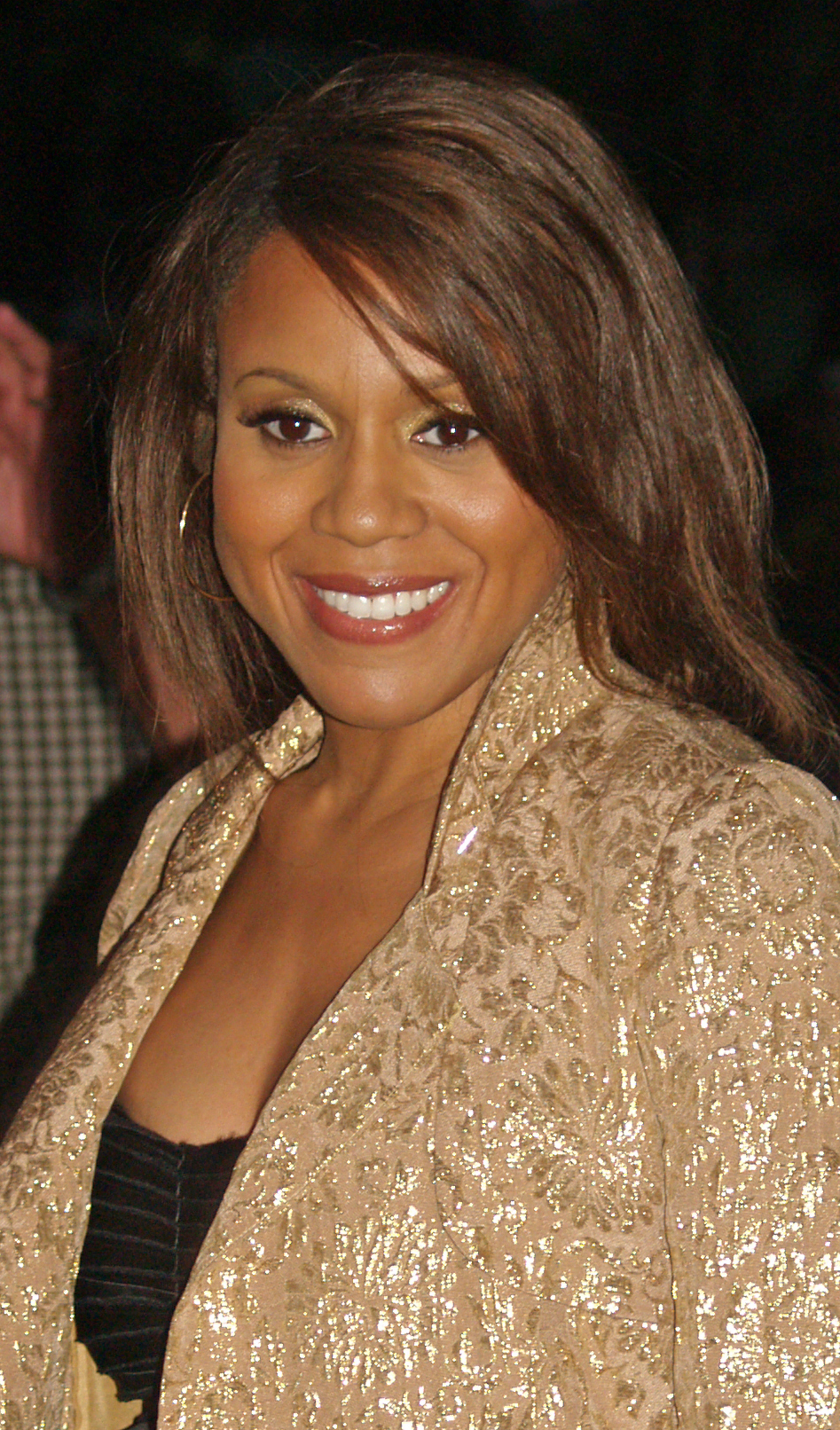
Deborah Cox (2016).
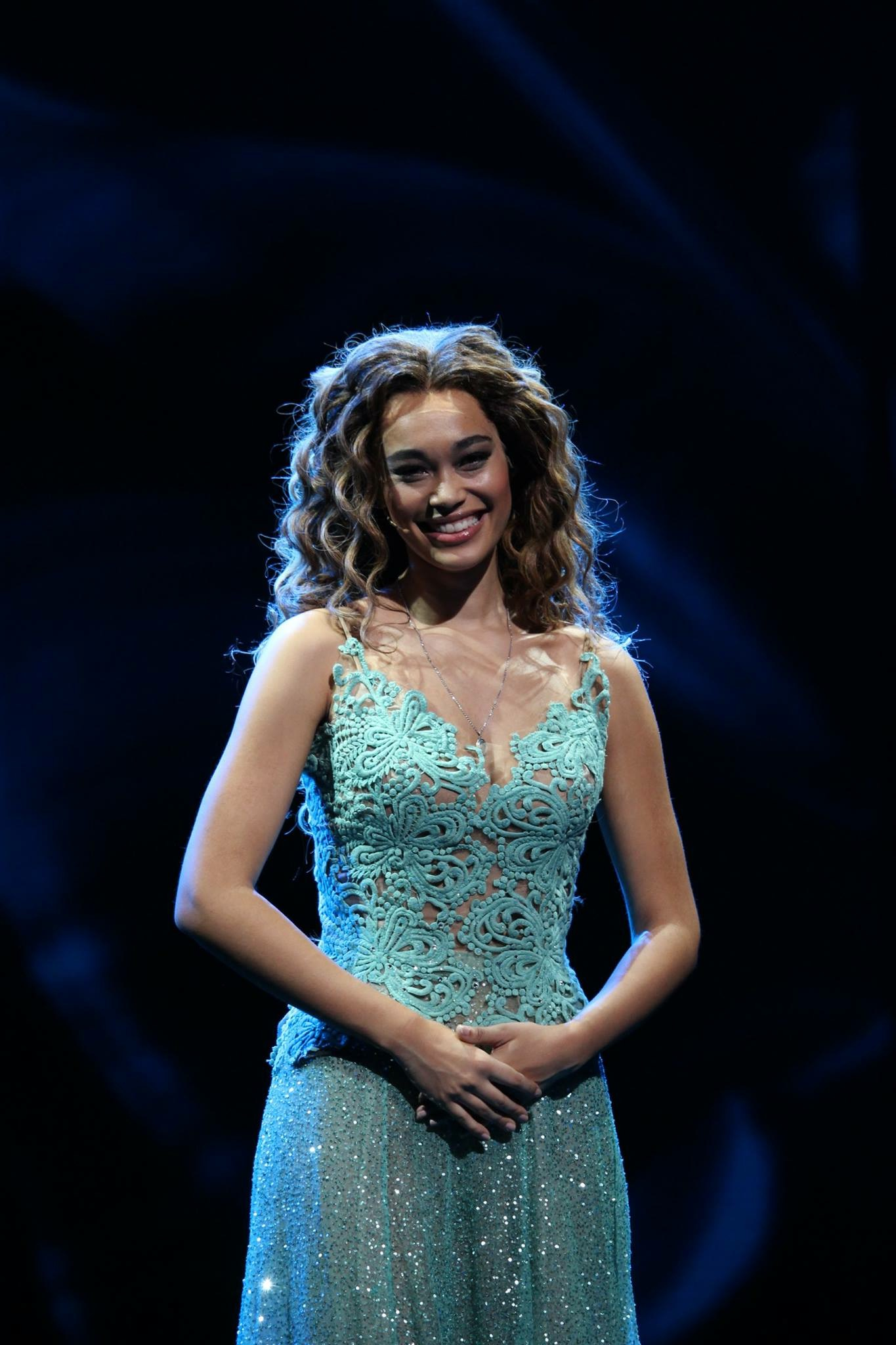
Romy Monteiro (2016).
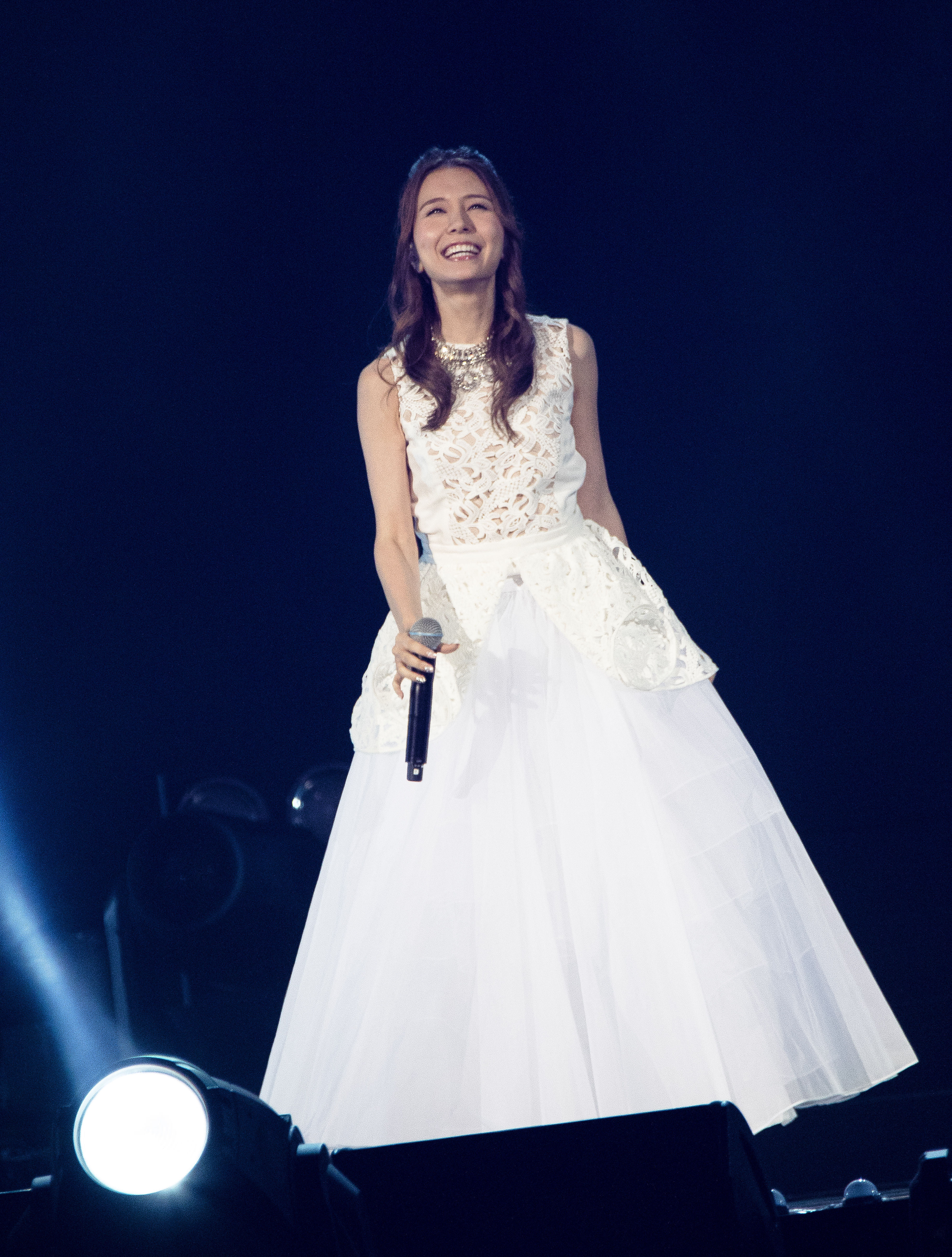
May J. (2022).
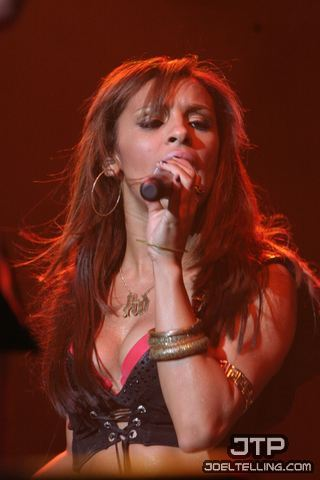
Melody Thornton (2023).

### Distributions anglophones
| Personnage    | West End (2012)                                                                            | Tournée anglaise (2015)                                                                | West End (2016)                                                | Tournée américaine (2016) | Tournée anglaise (2018) | Tournée anglaise (2023)                                           |
| ------------- | ------------------------------------------------------------------------------------------ | -------------------------------------------------------------------------------------- | -------------------------------------------------------------- | ------------------------- | ----------------------- | ----------------------------------------------------------------- |
| Rachel Marron | Heather Headley                                                                            | Alexandra Burke                                                                        | Beverley Knight                                                | Deborah Cox               | Alexandra Burke         | Melody Thornton                                                   |
| Frank Farmer  | Lloyd Owen                                                                                 | Stuart Reid                                                                            | Ben Richards                                                   | Judson Mills              | Benoît Maréchal         | Ayden Callaghan                                                   |
| Nicki Marron  | Debbie Kurup                                                                               | Melissa James                                                                          | Rachel John                                                    | Jasmin Richardson         | Micha Richardson        | Emily-Mae                                                         |
| Bill Devaney  | Ray Shell                                                                                  | Mensah Bediako                                                                         | Mark Holden                                                    | Charles Gray              | Peter Landi             | John Macaulay                                                     |
| Tony Scibelli | Nicolas Colicos                                                                            | Siôn Lloyd                                                                             | Alex Andreas                                                   | Alex Corrado              | Craig Berry             | Graham Elwell                                                     |
| Sy Spector    | Sean Chapman                                                                               | Adam Venus                                                                             | Dominic Taylor                                                 | Jonathan Hadley           | Gary Turner             | James Groom                                                       |
| Le harceleur  | Mark Letheren                                                                              | Mike Denman                                                                            | Matthew Stathers                                               | Jorge Paniagua            | Phil Atkinson           | Marios Nicolaides                                                 |
| Ray Court     | Oliver Le Sueur                                                                            | Glen Fox                                                                               | Glen Fox                                                       | Jarid Faubel              | Simon Cotton            | Fergal Coghlan                                                    |
| Fletcher      | Luis Buddy Caius Duncombe Jaydon Fowora Knight Kwame Kandekore Taylor Lockhart Malaki Paul | Elliot Aubrey Jhayheim Davis Mark Jones Xhanti Mbonzongwana Chiesa Musonda Seito Smith | Keaton Edmund Max Fincham Jaden Oshenye Mickell Stewart-Grimes | Douglas Baldeo            | /                       | Kaylenn Aires Fonseca Iesa Miller Frankie Keita Reneo Kusi-Appauh |

### Distributions internationales
| Personnage    | Pays-Bas (2015-2017) | Vienne (2018)      | Tournée espagnole (2019)                  | Japon (2022)                                  | Corée du Sud (2019)                               |
| ------------- | --- | ------------------ | ----------------------------------------- | --------------------------------------------- | ------------------------------------------------- |
| Rachel Marron | Romy Monteiro April Darby | Patricia Meeden    | Chanel Terrero                            | Reon Yuzuki Seiko Niizuma May J.              | Kim Seon-young Son Seung-yeon Park Ki-young Hanna |
| Frank Farmer  | Mark van Eeuwen Dave Mantel Miro Kloosterman | Jo Weil            | Octavi Pujades                            | Ryohei Otani                                  | Lee Dong-gun Kang Kyung-jun                       |
| Nicki Marron  | Carolina Dijkhuizen Nurlaila Karim | Ana Milva Gomes    | Mirela Cabero                             | Akane Liv Maya Harada                         | Choi Hyun-sun Jeong Da-hee                        |
| Bill Devaney  | Ruurt de Maesschalck Mike Ho Sam Sooi | Martin Muliar      | José María Kimbo                          | Katsunori Uchiba                              | ?                                                 |
| Tony Scibelli | Zjon Smaal Paul Donkers | Nicolas Tenerani   | Alberto Cañas                             | Masashi Oyama                                 | ?                                                 |
| Sy Spector    | Patrick Martens Ferry Doedens | Andreas Kammerzelt | Sergi Albert                              | Kenta Izuka                                   | Choi Ho-joong                                     |
| Le harceleur  | Bram Blankestijn | Maximilien Ortner  | José María Ygarza                         | Miyu Irino                                    | Lee Yool                                          |
| Ray Court     | Robbert van den Bergh Roy Kullick | Pierre Windhofer   | Pablo Ceresuela                           | /                                             | Kim Dae-Ryeong                                    |
| Fletcher      | Deantè van der Kunst Jonathan Flohr Mookie Saluna Panthero Toney Ryvano Buyne Elinho Deekman Tyrone Purperhart Carrlos Veenstra Matthew-Angel Janssen Nasir Regales Riley Boston Julio Gomes | /                  | Álex Nogueroles Blai Nadal Héctor Giménez | Sosuke Okawara Rio Fukunaga Shungo Shigematsu | /                                                 |

## Musique

### Production londonienne originale
| Acte I | Acte II |
| --- | --- |
| - Queen of the Night - Rachel Marron et ensemble - I'm Your Baby Tonight - Rachel Marron, Fletcher Marron et ensemble - Oh Yes - L'harceleur et Rachel Marron - Saving All My Love for You - Nicki Marron - Saving All My Love for You (Reprise) - Nicki Marron - So Emotional - Rachel Marron, DJ et ensemble - Run to You - Rachel Marron et Nicki Marron - How Will I Know - Filles du karaoké - I Will Always Love You - Frank Farmer - I Have Nothing - Rachel Marron et Nicki Marron | - All the Man That I Need - Rachel Marron et ensemble - I'm Every Woman - Rachel Marron et ensemble - All at Once - Nicki Marron - Jesus Loves Me - Nicki Marron, Fletcher Marron et Rachel Marron - Jesus Loves Me (Reprise) - Rachel Marron et ensemble - One Moment in Time - Rachel Marron - I Will Always Love You (Reprise) - Rachel Marron - I Wanna Dance with Somebody (Who Loves Me) - La troupe |

### Production américaine
| Acte I | Acte II |
| --- | --- |
| - Queen of the Night - Rachel Marron et ensemble - I'm Your Baby Tonight - Rachel Marron, Fletcher Marron et ensemble - Greatest Love of All - Rachel Marron - Saving All My Love for You - Nicki Marron - Mayan Medley : Million Dollar Bill / I Wanna Dance with Somebody / So Emotional - Rachel Marron et ensemble - Run to You - Rachel Marron et Nicki Marron - Where Do Broken Hearts Go - Filles du karaoké - I Will Always Love You - Frank Farmer - I Have Nothing - Rachel Marron | - All the Man That I Need - Rachel Marron et ensemble - I'm Every Woman - Rachel Marron et ensemble - All at Once - Nicki Marron - Run to You (Reprise) - Rachel Marron - Jesus Loves Me - Nicki Marron, Fletcher Marron et Rachel Marron - Jesus Loves Me (Reprise) - Rachel Marron et ensemble - One Moment in Time - Rachel Marron - I Will Always Love You (Reprise) - Rachel Marron - I Wanna Dance with Somebody (Who Loves Me) - La troupe |

## Production
The Bodyguard suit le livret de Alexander Dinelaris. Sa première a lieu en décembre 2012, à Londres. Le spectacle est notamment résident à l'Adelphi Theatre (2012) et au Dominion Theatre (2016).
Courant 2017, le spectacle débute une tournée mondiale[réf. nécessaire].